# Luego

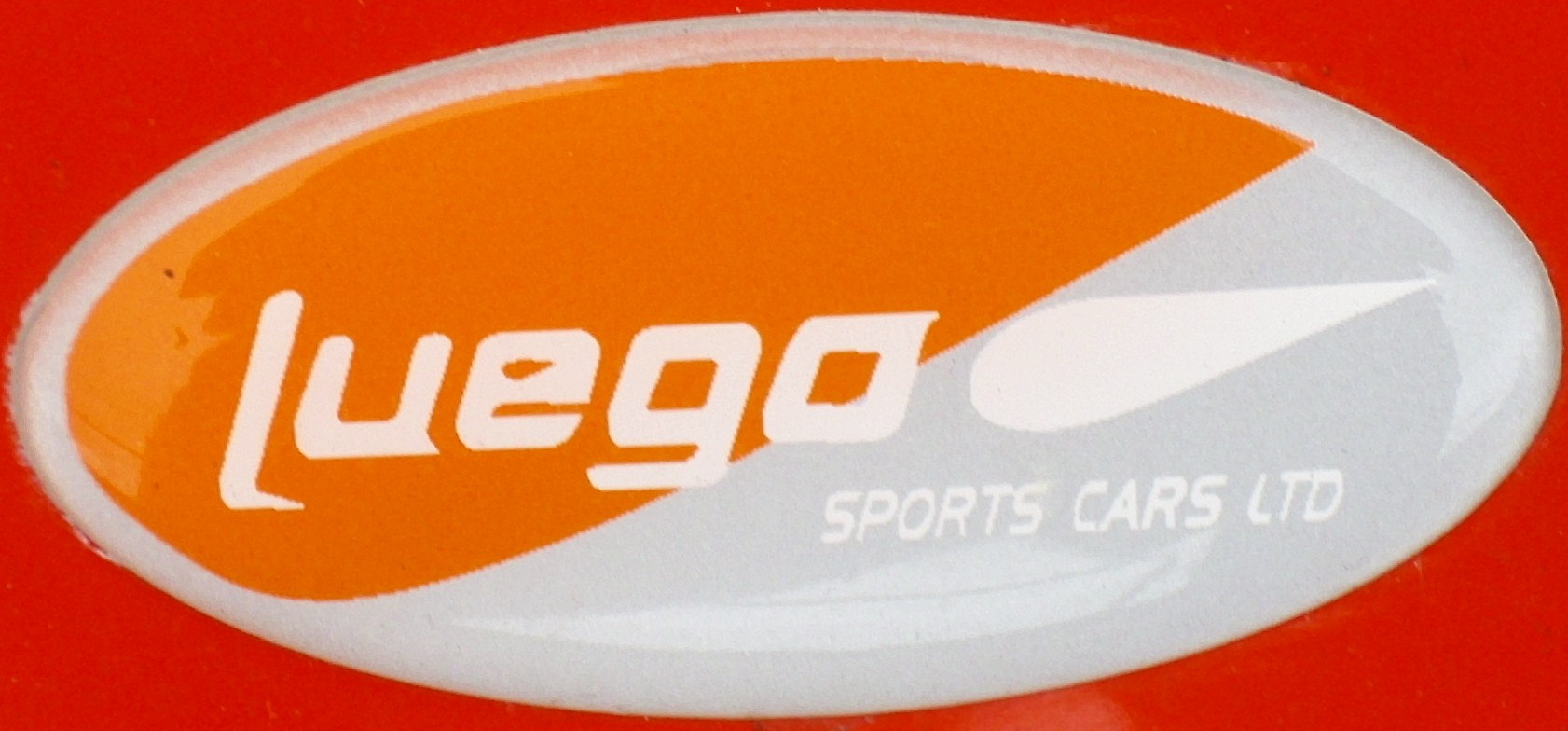
Emblem

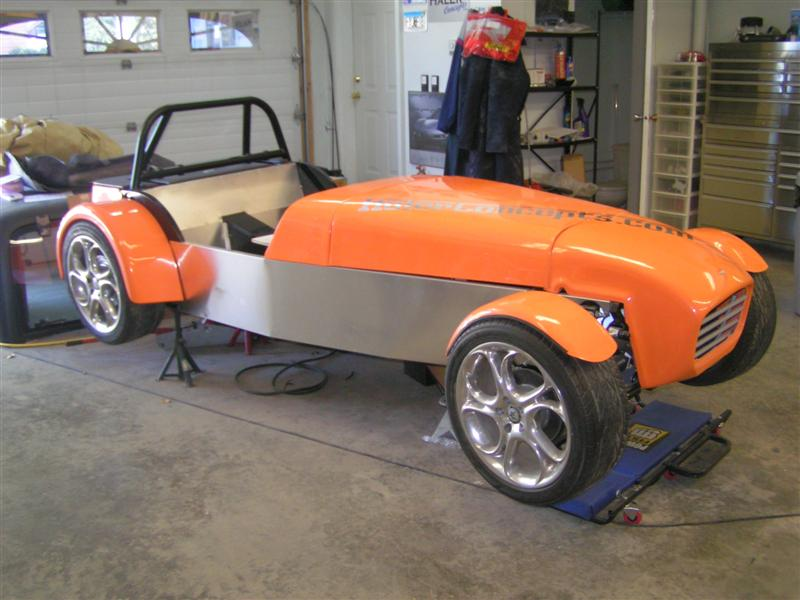
Luego Locost

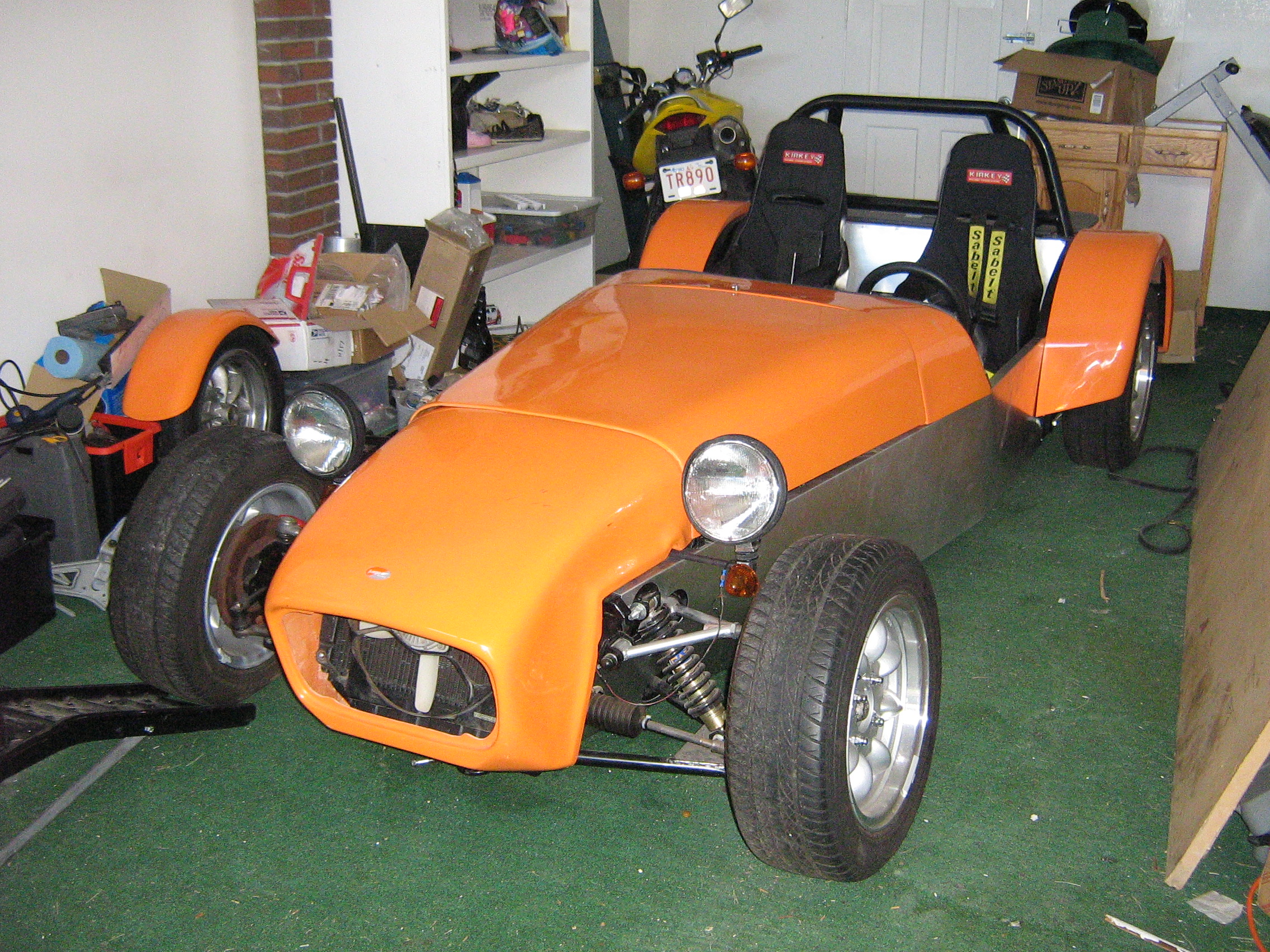
Luego Viento V8

Luego war eine britische Automarke, unter der verschiedene Hersteller Automobile vermarkteten.

## Markengeschichte
Das Unternehmen Hi-Wise Limited wurde am 30. Juli 2002 in Kettering in der Grafschaft Northamptonshire gegründet. Am 20. August 2002 wurden Grant Lockhead und Matt Wright Direktoren. Am 9. September 2002 erfolgte der Umzug nach Huntingdon in Cambridgeshire und am 9. Oktober 2002 die Umfirmierung in Luego Sports Cars Limited. Am 20. März 2003 zog das Unternehmen nach Peterborough in Cambridgeshire. Am 18. Mai 2006 wurde der Antrag auf Liquidation gestellt. Am 22. November 2007 wurde das Unternehmen aufgelöst.
Am 26. März 2007 wurde in Aberdeen in Schottland die ABCABDN Limited gegründet. Benjamin Francis Lord wurde am 2. April 2007 Direktor. Am 3. Januar 2008 erfolgte die Umfirmierung in Luego Sports Cars Limited. Am 29. April 2010 zog das Unternehmen nach Kintore in Aberdeenshire und am 5. Januar 2011 nach Banchory in Aberdeenshire. Seit 14. August 2013 befindet sich der Firmensitz in Brechin in Angus. 2010 endete die Automobilproduktion.
Außerdem gab es noch Luego Trikes Limited. Dean Steven Roizer und Stephen George Hills gründeten dieses Unternehmen am 13. Dezember 2006 in Oakham in Rutland. Am 21. Mai 2008 wurde es aufgelöst.
Daneben gründeten Lockhead Grant und Matthew Wright am 23. Dezember 2003 in London die Luego Developments Limited. Ziel war die Produktion von Karosserien. Am Tag darauf wurde der Firmensitz nach Woodston bei Peterborough verlegt. Wright gab am 18. März 2005 seinen Direktorenposten auf. Am 30. Januar 2007 wurde das Unternehmen aufgelöst.
Insgesamt entstanden rund 200 Exemplare.

## Fahrzeuge
Das erste Modell war der Locost, der 2002 von Ron Champion übernommen wurde. Luego war das einzige Unternehmen, das das Modell weiterhin Locost nennen durfte, während viele andere Unternehmen Fahrzeuge der gleichen Art herstellten. Das Modell ähnelte dem Lotus Seven und war ein offener Zweisitzer. Zwischen 1998 und 2005 stellten Ron Champion und Luego Sports Cars zusammen etwa 150 Fahrzeuge her.
Der Velocity XT war ähnlich konzipiert. Er fand zwischen 2002 und 2010 etwa 75 Käufer.
Der gleichzeitig angebotene Viento V8 brachte es auf etwa 70 Exemplare. Ebenfalls ein Fahrzeug im Stil des Lotus Seven, war er etwas größer dimensioniert, hatte einen Spaceframe-Rahmen und einen V8-Motor.
Bike-to-Trike hieß der Umbau eines Motorrad in ein Dreirad mit vorderem Einzelrad. Dieses Modell gab es von 2004 bis 2005 von Luego Sports Cars. Luego Trikes versuchte, die Produktion fortzusetzen. Insgesamt entstanden etwa fünf Fahrzeuge.